# Pro-Wrestling: EVE
La Pro-Wrestling: EVE est une fédération de catch (lutte professionnelle) féminin britannique fondée en 2010 par Dann et Emily Read.

## Historique
Dan Read est un promoteur de catch anglais qui a notamment travaillé à la NWA UK Hammerlock et qui a organisé la tournée en Grande-Bretagne de la Ring of Honor en 2006. En 2009, il décide avec sa femme de créer la Pro-Wrestling: EVE afin d'offrir à sa fille et aux jeunes filles britannique des spectacles de catch féminin avec des femmes fortes et indépendantes,. Les époux Read nouent un partenariat avec la World Association of Wrestling (WAW) dirigé par Ricky et Saraya Knight. Le premier spectacle est organisé le 8 mai 2010 à Sudbury. 
L'année suivante, la Pro-Wrestling: EVE créé le championnat de la Pro-Wrestling: EVE. C'est Britani Knight qui en est la première championne en remportant un tournoi en battant Nikki Storm en finale le 9 avril. Ce jour-là, cette fédération annonce l'organisation de spectacles en partenariat avec la Ice Ribbon (en), une fédération japonaise de catch féminin. Le partenariat avec la WAW prend fin début juin.

## Championnat de la Pro-Wrestling: EVE
Le 8 et le 9 avril 2011 a lieu un tournoi pour désigner la première championne de la Pro-Wrestling: EVE qui est remporté par Britani Knight.
| #  | Championne        | Règne | Date             | Durée                     | Lieu          | Notes                                             | Réf    |
| -- | ----------------- | ----- | ---------------- | ------------------------- | ------------- | ------------------------------------------------- | ------ |
| 1  | Britani Knight    | 1     | 9 avril 2011     | 1 mois et 26 jours        | Sudbury       | Elle bat Nikki Storm en finale d'un tournoi.      | [ 5 ]  |
| 2  | Jenny Sjödin (en) | 1     | 4 juin 2011      | 9 mois et 28 jours        | Morecambe     |                                                   | [ 6 ]  |
| 3  | Alpha Female (en) | 1     | 1er avril 2012   | 7 mois et 9 jours         | Londres       |                                                   | [ 7 ]  |
| 4  | Nikki Storm       | 1     | 10 novembre 2012 | moins d’un jour           | Sudbury       |                                                   | [ 8 ]  |
| 5  | Emi Sakura (en)   | 1     | 10 novembre 2012 | 2 mois et 23 jours        | Sudbury       |                                                   | [ 8 ]  |
| 6  | Nikki Storm       | 2     | 2 février 2013   | 1 an, 9 mois et 27 jours  | Preston       |                                                   | [ 9 ]  |
| 7  | Rhia O’Reilly     | 1     | 29 novembre 2014 | 1 an, 2 mois et 30 jours  | Chelmsford    |                                                   |        |
| 8  | Nikki Storm       | 3     | 28 février 2016  | 21 jours                  | Colchester    |                                                   |        |
| 9  | Rhia O’Reilly     | 2     | 20 mars 2016     | 1 an, 1 mois et 4 jours   | Grand Londres |                                                   |        |
| -  | Vacant            | 1     | 24 avril 2017    | 27 jours                  | NC            | À la suite de la fracture à la jambe de O’Reilly. | [ 10 ] |
| 10 | Sammii Jayne      | 1     | 21 mai 2017      | 11 mois et 14 jours       | Grand Londres |                                                   | [ 11 ] |
| 11 | Charlie Morgan    |       | 5 mai 2018       | 6 ans, 10 mois et 9 jours | Grand Londres |                                                   | [ 12 ] |